# Liste des évêques de Camden
Liste des évêques de Camden
Le diocèse de Camden (Dioecesis Camdensis), situé dans le New Jersey, aux États-Unis,  est érigé le 9 décembre 1937, par détachement de celui de Trenton.

## Évêques
- 16 décembre 1937 - † 11 décembre 1956 : Bartholomew Eustace (Bartholomew Joseph Eustace)
- 27 janvier 1957 - † 26 décembre 1959 : Justin McCarthy (Justin Joseph McCarthy)
- 24 janvier 1960 - † 2 octobre 1967 : Celestine Damiano (Celestine Joseph Damiano)
- 2 janvier 1968 -  13 mai 1989 : George Guilfoyle (George Henry Guilfoyle)
- 13 mai 1989 - 7 décembre 1998 : James McHugh (James Thomas McHugh)
- 7 juin 1999 - 1er août 2003 : Nicholas DiMarzio (Nicholas Anthony DiMarzio)
- 23 mars 2004 - 8 janvier 2013 : Joseph Galante (Joseph Anthony Galante)
- 8 janvier 2013 - 17 mars 2025 : Dennis Sullivan (en) (Dennis Joseph Sullivan)
  - 21 mai 2024 - 17 mars 2025 : Joseph Williams, évêque coadjuteur
- depuis le 17 mars 2025 : Joseph Williams (Joseph Andrew Williams)

## Source
- (en) Diocese of Camden, sur Catholic-Hierarchy